# اشلي فينك
اشلي فينك (بالإنجليزية: Ashley Fink)‏ مواليد 20 نوفمبر 1986 في هيوستن، هي ممثلة أمريكية بدأت مسيرتها الفنية عام 1990.

## وصلات خارجية
- اشلي فينك على موقع IMDb (الإنجليزية)
- اشلي فينك على موقع روتن توميتوز (الإنجليزية)
- اشلي فينك على موقع قاعدة بيانات الأفلام العربية
- اشلي فينك على موقع ألو سيني (الفرنسية)
- اشلي فينك على موقع ميوزك برينز (الإنجليزية)
- اشلي فينك على موقع تيرنر كلاسيك موفيز (الإنجليزية)
- اشلي فينك على موقع أول موفي (الإنجليزية)
- اشلي فينك على موقع ديسكوغز (الإنجليزية)
- اشلي فينك على موقع قاعدة بيانات الفيلم (الإنجليزية)
- اشلي فينك على موقع ليتربوكسد (الإنجليزية)